# 哈薩克斯坦的庫爾德人
哈薩克斯坦的庫爾德人，是指出生和居住在哈薩克斯坦有庫爾德起源的人，根據2011年人口普查，全國有38,325人，但另一數字是46000-150000人，因為他們有時把自己登記為土耳其人和阿塞拜疆人。
他們多是二十世紀三十年代被斯大林從高加索發配到哈薩克斯坦和中亞鄰國，他們多以庫爾德語為第二語言，在1990年代他們開始發行自己的報章庫爾德斯坦報。
哈薩克斯坦的庫爾德人另一來源是費爾干納奧什騷亂後的移民。

## 宗教
多數庫爾德人信伊斯蘭教遜尼派。